# En värsting på Wall Street
En värsting på Wall Street (originaltitel: The Associate) är en amerikansk komedifilm från 1996 i regi av Donald Petrie, med Whoopi Goldberg i huvudrollen. Filmen är en nyinspelning av den franska L'Associé från 1979, som i sin tur baserades på Jenaro Prietos novell El Socio från 1928. Filmen hade svensk premiär 6 juni 1997.

## Handling
Laurel Ayres arbetar som investerare på en bank i New York City, tills en dag då hon upptäcker att hon mist en befordran på grund av att hon är kvinna. Tjänsten tillfaller istället den sexistiske Frank Peterson, som Laurel själv lärt upp. Laurel väljer att hoppa av jobbet och starta eget, men märker snart att hon har svårt att bli tagen på allvar som kvinna i den mansdominerade finansbranschen.

## Rollista (i urval)
- Whoopi Goldberg - Laurel Ayres
- Dianne Wiest - Sally Dugan
- Eli Wallach - Donald Fallon
- Tim Daly - Frank Peterson
- Bebe Neuwirth - Camille Scott
- Željko Ivanek - Thompkins
- Allison Janney - Sandy